# Afrodiastictus apterus
Afrodiastictus apterus är en skalbaggsart som beskrevs av Riccardo Pittino och Mario Mariani 1986. Afrodiastictus apterus ingår i släktet Afrodiastictus och familjen Aphodiidae. Inga underarter finns listade i Catalogue of Life.